# Roger Bacon
Roger Bacon (1214 – 1292 vagy 1294 júniusa) középkori angol gondolkodó, Robert Grosseteste tanítványa volt, az Oxfordi Egyetemen tanított ferences rendi szerzetesként. Főként természetkutatással foglalkozott, és Grosseteste fényről szóló tanítását fejlesztette tovább.

## Élete
Ilchester közelében Somersetben született. Születésének pontos dátuma nem ismert. Az egyedüli erre vonatkozó közvetett utalás az Opus Tertium-ban olvasható, amit 1267-ben írt: „Negyven éve már annak, hogy megtanultam az ábécét”.
Bacon családja viszonylag jómódúnak számított egészen III. Henrik uralomra kerüléséig, mikor is a birtokukat elkobozták, és a család több tagja is száműzetésbe került.
Roger Bacon Oxfordban tanult, és főleg Arisztotelészt tanulmányozta. Nincs bizonyíték arról, hogy doktori címet szerzett volna, a Doctor Mirabilis címet ugyanis halála után kapta.
1241-ben Franciaországba utazott, és a párizsi egyetemen tanított, de mivel Arisztotelész művei akkoriban csak arabul voltak olvashatók - amit a hallgatók nem értettek, Bacon pedig nem lehetett egy közkedvelt előadó -, hamarosan felmondtak neki.
1247-ben visszatért Oxfordba, és további tanulmányokat folytatott. Később ferences rendi szerzetes lett.

## Munkássága

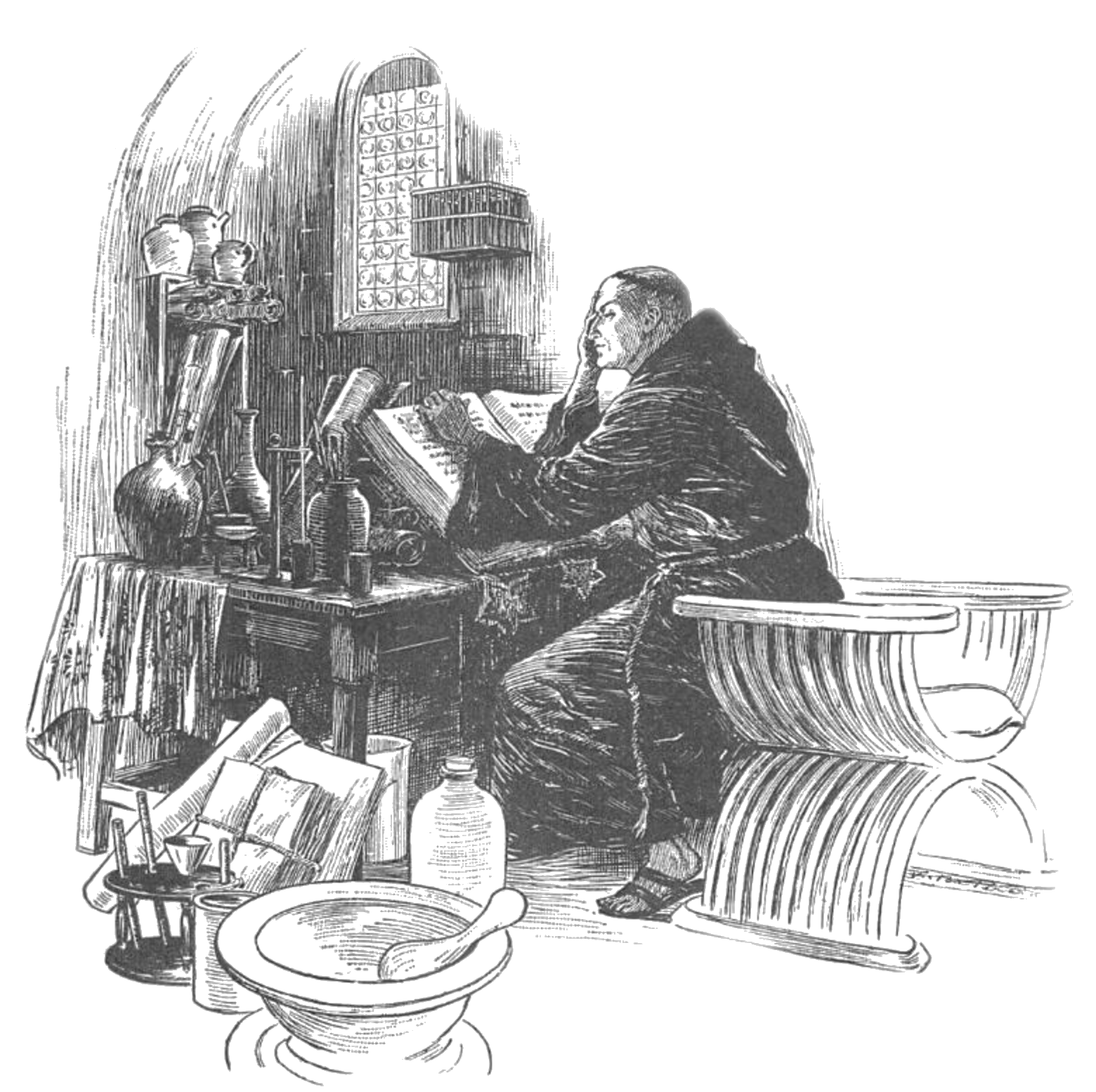
Roger Bacon a titkos laboratóriumában

A városok fejlődésével és az arab tudományok megismerésével a figyelem a spekulatív teológia helyett a természettudományok felé fordult, és a tekintélyelvű érvelést a tapasztalati tudás váltotta fel. Bacon pedig épp e kísérleti tudományosság egyik képviselője volt. Igazi polihisztor volt: a nyelvészettől az etikáig mindennel foglalkozott, elsősorban mégis a természettudományok (optika, csillagászat, orvostudomány, alkímia) érdekelték.
Foglalkozott a salétrom tisztításával is, melynek során több különböző összetételű fekete lőport készített. Titkosírással írt tudományos értekezéseit összegezte, melyet a pápának ajánlott. Kísérleteiről az utókor csak leírásai alapján értesült, mert szándékosan kerülte a fekete lőporral kapcsolatos ismereteinek terjesztését.
IV. Kelemen pápa pártfogolta, az ő halála után azonban a rendház főnöke rossz szemmel kezdte nézni Bacon eretnekségbe hajló nézeteit, gyanús kísérleteit, ezért öregsége éveit házifogságban kellett eltöltenie.
Az egyház és a társadalom reformjával akarta megjavítani az emberek életkörülményeit, egyúttal pedig a kereszténységet szilárdabbá tenni.

## Filozófiája

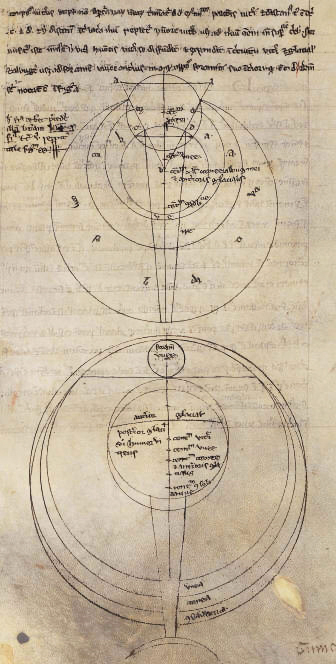
Bacon Optikai tanulmánya

Szerinte a kereszténység megerősítése érdekében egy biztos alapokon nyugvó, megingathatatlan tudásra van szükség.
Fő művében az Opus Majus-ban (A nagy mű) a tévedések forrását keresi. Bacon négy, a tévedésekhez vezető forrást nevez meg:
1. A hamis tekintélybe vetett vak hit.
2. A szokás, ami a hamisat konzerválja.
3. A tapasztalatlan tömeg előítéletei.
4. A látszattudás, ami mögött a tudatlanság bújik meg.

Bacon szerint a korabeli teológiának az a nagy tévedése, hogy tudománytalan módszerekkel és látszatproblémákkal foglalkozik. Megoldásként négy tudásterületet javasol:
1. A Biblia exegézisének és filozófiai szövegének interpretációjának az eredeti nyelvre kell támaszkodni.
2. A matematika kell legyen minden tudománynak az alapja.
3. Az optika is alaptudomány kell, hogy legyen (a fény tanulmányozása miatt).
4. Minden tudásnak a tapasztalatból kell erednie. Ezért Bacon hangsúlyozza a kísérletek fontosságát. Azonban megkülönböztet egy belső tapasztalatot is, ami olyan, mint a megvilágosodás, így ismerhetjük meg az Istent.

A tudomány és a teológia között elvei szerint nem lehet konfliktus, mert a tudomány és a kinyilatkoztatás igazsága is egyaránt Istentől származik.
Megjegyzendő, hogy Bacon kísérletei ellenére a végsőkig kitartott azon nézete mellett, miszerint a valóság bizonyításának ne kizárólag a kísérlet képezze alapját. Elképzelése szerint nem szabad, hogy a kísérletek megismételhetősége szükséges feltétele legyen egy megállapítás bizonyításának. Szerinte ugyanis a legtöbb "dolog" nem ismétlődő, legfeljebb spirálisan ciklikus, visszatérő az időben.